# Little Black Sambo
Little Black Sambo es un libro infantil escrito por Helen Bannerman, escocesa que vivió durante 32 años en Madras, al sur de la India. Su primera publicación tuvo lugar en Londres en 1899. (Una edición americana del libro fue ilustrada por Florence White Williams.
En el cuento, un niño indio llamado Sambo planta cara a un grupo de tigres hambrientos. El niño tiene que dar sus prendas coloridas, sus zapatos y su paraguas a cuatro tigres a cambio de que ellos no le coman. Sambo recupera las prendas cuando los celosos y engreídos tigres se persiguen los unos a los otros alrededor de un árbol hasta que no pudo más y era gran dota que al final acaban transformados en un charco de deliciosa y derretida mantequilla. La historia causó gran sensación entre los niños durante medio siglo, pero poco después pasó a ser bastante polémica debido al uso de la palabra sambo, ya que contenía connotaciones racistas en algunas ciudades. Las ilustraciones también causaron cierta polémica por ser una reminiscencia de la “iconografía negra”.

## Polémica del libro
El libro contiene una historia un tanto polémica. Las ilustraciones originales de Bannerman mostraban las caricaturas de un niño del sur de la India o Tamil. La narración pudo haber contribuido al uso de la palabra “Sambo” como insulto racial. El éxito del cuento provocó la realización de muchas versiones piratas, económicas y generalmente fáciles de conseguir que incorporaron estereotipos populares de gente “negra”. En 1932 Langston Hughes criticó Little Black Sambo como el típico libro de cuentos de “negritos” que hirió a muchos niños de color, y que provocó poco a poco la desaparición del libro de las listas de los cuentos recomendados para niños.
El libro también fue polémico en Japón, tanto por racismo como por piratería. Little Black Sambo (Chibikuro Sambo en japonés) se publicó por primera vez en 1953 por la editorial Iwanami Shoten. El libro era una versión pirata del original, y éste contenía dibujos de Frank Dobias que habían aparecido en una edición publicada en EE. UU. por la editorial Macmillan, en 1927. Sambo se ilustró como a un niño africano más que como un niño indio. A pesar de que no contenía las ilustraciones originales de Bannerman, la publicación del libro pirata fue una gran error para la versión original de Japón. Se vendieron unas 1.000.000 copias antes de que se retiraran de las estanterías en 1988 tras ser acusado de representar caracterizaciones racistas.

## Versiones modernas
- The story of Little Babajr (1996): Versión reilustrada por Fred Marecllino que cambió los nombres de los personajes pero sin modificar el texto. Fue un best-seller.

- Little Black Sambo (2003): Christopher Bring sustituyó ilustraciones racistas, como por ejemplo, el color más claro de la piel de Sambo aunque algunos críticos no estaban aún del todo satisfechos.

- Chibikuro Sampo por Mori Marimo en Kyoto (1997): Reemplazó al protagonista por un cachorro Labrador de color negro que iba a pasear por la jungla.

- The Boy and the Tigers (2004): Una nueva versión con nuevos nombres e ilustraciones de Valeria Petrone. El niño se llama Pequeño Rajani.

- En 2005 se relanzó en Japón una nueva versión de Iwanami. Los derechos de autor de Iwanami vencieron después de 50 años de su primera aparición.

## Otros medios de comunicación
- El cuento Little Black Sambo fue tomado como referencia para la creación de otras obras, en diferentes ámbitos de comunicación.

- En la obra americana Spinning Into Butter se hace referencia a Little Black Sambo en una de sus escenas.

- El cómic Jack Of Fables publicado por el DC label Vertigo hace referencia a Little Black Sambo a través del personaje Sam, un anciano negro cuidador del campo

- Una versión de dibujos animados de la historia de Little Black Sambo fue producida en 1935

- En la novela de Ray Bradbury Fahrenheit 451, Little Black Sambo se nombra como un ejemplo de libro que se quema porque la gente lo encuentra ofensivo.

- En la novela de Ralph Ellison Invisible Man, el narrador lleva el nombre de Sambo, haciendo referencia de la novela de Bannerman.

## Restaurante
Un popular restaurante de los EE. UU. (perteneciente a la cadena Sambo durante 1960 y 1970), tomó personajes del libro con fines promocionales, aunque el nombre de Sambo fue originalmente una combinación de los apodos de los fundadores: Sam( Sam Battistone) y Bo (Newell Bohnett).